# Aage Foss
Aage Theodor Foss (født 18. maj 1885 i Aarhus, død 8. februar 1952 smst) var en dansk skuespiller.
Aage Foss var søn af snedker Thorvald Oscar Foss og Hansine Theresia Hjorth.
Han læste til skuespiller hos Ludvig Nathansen og Henrik Malberg i 1903-04, hvorefter han kom med Salomonsens Teaterselskab på turné i Norge, hvor han debuterede i 1904 i Stavanger.
Han var siden skuespiller ved Århus Teater 1906-08 og igen 1924-28. Ved Odense Teater var han engageret i årene 1908-24. Efter denne tid var han skuespiller ved forskellige teatre i København, bl.a. Riddersalen, Dagmarteatret, Det ny Teater og Alléscenen.
Han filmdebuterede i stumfilmen "En kvinde af folket" i 1909.
Aage Foss var gift med Inger Marie Christine Christensen og far til skuespilleren Elith Foss.

## Filmografi
(uddrag)
- Så til søs – 1933
- Flugten fra millionerne – 1934
- København, Kalundborg og - ? – 1934
- Det gyldne smil – 1935
- De bør forelske Dem – 1935
- Provinsen kalder – 1935
- Den kloge mand – 1937
- I folkets navn – 1938
- Den mandlige husassistent – 1938
- Kongen bød – 1938
- Bolettes brudefærd – 1938
- Jens Langkniv – 1940
- En desertør – 1940
- En pige med pep – 1940
- Sørensen og Rasmussen – 1940
- Niels Pind og hans dreng – 1941
- Thummelumsen – 1941
- Når bønder elsker – 1942
- Tordenskjold går i land – 1942
- Jeg mødte en morder – 1943
- Kriminalassistent Bloch – 1943
- Biskoppen – 1944
- Mordets melodi – 1944
- Besættelse – 1944
- Den usynlige hær – 1945
- Den stjålne minister – 1949
- For frihed og ret – 1949
- Mosekongen – 1950
- Frihed forpligter – 1951